# Candas Jane Dorsey
Candas Jane Dorsey (ur. 16 listopada 1952 w Edmonton) – kanadyjska pisarka science fiction.

## Życiorys
Candas Jane Dorsey urodziła się jako najmłodsza z trójki rodzeństwa. Jej ojciec, Jack Dorsey, był inżynierem i muzykiem, matka Marie – pielęgniarką, historyczką, toponimistką i malarką.
Studiowała literaturę angielską na University of Alberta, w 1975 otrzymała bachelor’s degree. Od roku 1973 do 1979 była pracownikiem socjalnym, co zaowocowało licencjatem z pomocy społecznej. Od 1979 jest przede wszystkim wydawcą i redaktorem oraz niezależną pisarką.

## Twórczość

### Powieści
- Hardwired Angel (1985) (współautorka: Nora Abercrombie(inne języki))
- Black Wine (1997)
- A Paradigm of Earth (2001)

### Zbiory opowiadań
- Machine Sex: And Other Stories (1988)
- Vanilla and Other Stories (1994)

## Nagrody[4]
- 2005: Alberta Centennial Medal(inne języki)
- 2001: Writers Guild of Alberta Howard O'Hagen Award za Vanilla and other stories
- 1998: YWCA Women of Distinction Award in Arts and Culture
- 1998: Nagroda Aurora za Black Wine
- 1997: Nagroda Jamesa Tiptree Jr. za Black Wine
- 1997: Nagroda Williama L. Crawforda za Black Wine
- 1989: Nagroda Aurora za Sleeping in a Box
- 1988: City of Edmonton Cultural Diversity in the Arts Award